# Lavatera assurgentiflora

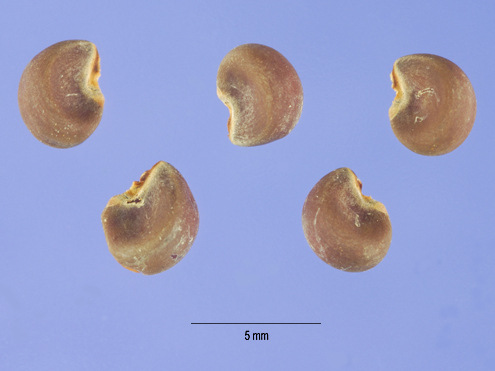
Simientes.

Lavatera assurgentiflora, con los nombres comúes en inglés de island mallow,  mission mallow, royal mallow, island tree mallow y malva rosa es una especie de planta herbácea de la familia Malvaceae. 
- La especie ha sido recientemente reasignada al género Malva como Malva assurgentiflora (Kellogg) M.F.Ray, Novon, 8:290, 1998.

## Etimología
- Lavatera: En honor de los hermanos Lavater, Johann Heinrich (1611-1691) y Johann Jacob (1594-1636), médicos y naturalistas Suizos[2]
- assurgentiflora: Derivado del Latín assurgo (adsurgo), levantarse, erguirse[3] y flos, -ris, flor: o sea "de flores erguidas, erectas", aludiendo al porte ascendente de la especie.

## Descripción
Lavatera assurgentiflora es una hierba perenne de crecimiento rápido o un arbusto de altura generalmente superior a un metro y acercándose a cuatro. No es ramificada y las hojas miden hasta 15 cm de largo y de ancho y están divididas en 5-7 lóbulos dentados. Las vistosas flores, de color rosa, tienen 5 pétalos que son de forma algo rectangular y de 4,5 cm de largo, con vetas más oscuras. El calículo está formado de 3 elementos soldados en su base y el cáliz, campanulado, es quinquefido con puntas patentes-extrorsas en la madurez del fruto, fruto que es un esquizocarpo disciforme de 6-8 mericarpos, con semilla de forma arriñonada de color pardo, con el dorso liso y laterales ornamentados o no de costillas radiales en abanico.

## Distribución
Es endémica de California, donde se encuentra solo en  el Archipiélago del Norte (Channel Islands), aunque esté cultivada en otras partes, por ejemplo en la costa de California donde se utiliza como planta ornamental y como protección contra el viento. 
También en Chile, Bolivia y hasta Australia.

## Sinonimia
- Malva assurgentiflora Kellogg, Proc. Calif. Acad. Sci. 1:14. 1854.
- Althaea assurgentiflora (Kellogg) Kuntze, Revis. Gen. Pl. 1: 66. 1891.
- Saviniona assurgentiflora (Kellogg) Greene, Leafl. Bot. Observ. Crit. 2: 163. 1911.
- Saviniona clementina Greene, Leafl. Bot. Observ. Crit. 2: 160. 1911.
- Saviniona dendroidea Greene, Leafl. Bot. Observ. Crit. 2: 161. 1911.
- Saviniona reticulata Greene, Leafl. Bot. Observ. Crit. 2: 161. 1911.
- Saviniona suspensa Greene, Leafl. Bot. Observ. Crit. 2: 162. 1911.